# Afonso Rodrigues de Baião
Afonso Rodrigues de Baião, chamado Rendamor (c. 1210? - antes de 1244) foi um rico-homem do Reino de Portugal.

## Biografia
Nascido, provavelmente, nas primeiras décadas do século XIII, Afonso Rodrigues era filho de Rodrigo Afonso de Baião e da sua esposa, Maria Gomes da Silva. 
Ao contrário dos seus primos, nunca terá frequentado a corte, dado que não testemunha qualquer documentação curial, nem desempenhou qualquer cargo, o que tornam muito poucos os dados disponíveis sobre a sua vida. 
A dada altura, Afonso "herdou" o património materno da sua família, isto é, o senhorio de Resende, que até à morte da sua mãe estivera em posse da família de Ribadouro. Este senhorio detinha a particularidade se ser regido por sistema de beetria, isto é, o governante do senhorio era escolhido, e essa escolha cabia ao povo que trabalhava as terras do mesmo. 
Provavelmente já como senhor da honra, partilha, em 1233, alguns bens em Resende com a sua irmã, Maria, que não envolvem, no entanto, o senhorio em si.
Terá tomado também parte em algumas ações militares de Sancho II de Portugal, sobretudo no Alentejo e no Algarve.
Afonso, em data incerta, desposou Mor Pires Portugal, filha de Pedro Fernandes Portugal(ou Quartela), e portanto também sobrinha de Garcia Fernandes Quartela, esposo de uma prima direita de Afonso e Mor, Teresa Pires II de Baião, e ainda de Maria Fernandes Quartela, mãe de Teresa, que desposara Pedro Afonso de Baião. 
Segundo relatos da época, Mor estaria destinada originalmente à vida religiosa, entrando no Mosteiro de Arouca. Desejando desposá-la, Afonso não encontrou oura forma senão raptá-la do cenóbio, para depois enfim casar com ela. Os vários filhos que teve de Mor Pires vieram a ser a única descendência varonil legítima por entre a sua geração, já que os seus primos geraram apenas descendência bastarda e/ou feminina. Apesar de serem os seus filhos os primeiros a adotarem o apelido Resende, um reforço da ligação da linhagem à honra, eram eles, na verdade, os verdadeiros herdeiros do apelido Baião, assim abandonado pela falta de varonia legítima dos primos.
Afonso faleceu provavelmente antes de 1244, ano que um dos seus filhos, Geraldo Afonso de Resende, cedeu alguns direitos de padroado. Em consonância, as Inquirições Gerais de 1258 referem-no no passado,  o que indicava que já não estava vivo por essa altura, ao contrário da sua esposa, referida precisamente como sua viúva.
A sua alcunha proveio possivelmente de “Rem de Amor”, certamente pela sua inclinação para este sentimento, ou em alternativa pela maneira por que obteve a esposa que ambicionava.

## Casamento e descendência
Afonso desposou Mor Pires Quartela (Portugal), filha de Pedro Fernandes Quartela (Portugal), de quem teveː
- Martim Afonso de Resende (c. 1230 - antes de 1304[3]), co-senhor da honra de Resende, partilhando-a com o irmão Geraldo;
- Geraldo Afonso de Resende, (antes de junho de 1244 - c. 1289/90[2]), co-senhor da honra de Resende;
- Rodrigo Afonso de Resende, leproso[2]
- Álvaro Afonso de Resende.